# Colwood (Colombie-Britannique)
Pour les articles homonymes, voir Colwood.
Colwood est une cité (city) de la Colombie-Britannique située dans le district régional de la Capitale au sud de l'île de Vancouver.

## Démographie
En tant que localité désignée dans le recensement de 2011, Colwood a une population de 16 093 habitants dans 6 096 de ses 6 395 logements, soit une variation de 9,6 % par rapport à la population de 2006. Avec une superficie de 17,66 km2, cette cité possède une densité de population de 911,2 hab/km2 en 2011.
Concernant le recensement de 2006, Colwood abritait 14 687 habitants dans 5501 de ses 5770 logements. Avec une superficie de 17,76 km2, cette cité possédait une densité de population de 826,8 hab/km2 en 2006.
| 2001   | 2006   | 2011   | 2016   |
| ------ | ------ | ------ | ------ |
| 13 745 | 14 687 | 16 093 | 16 859 |

## Économie

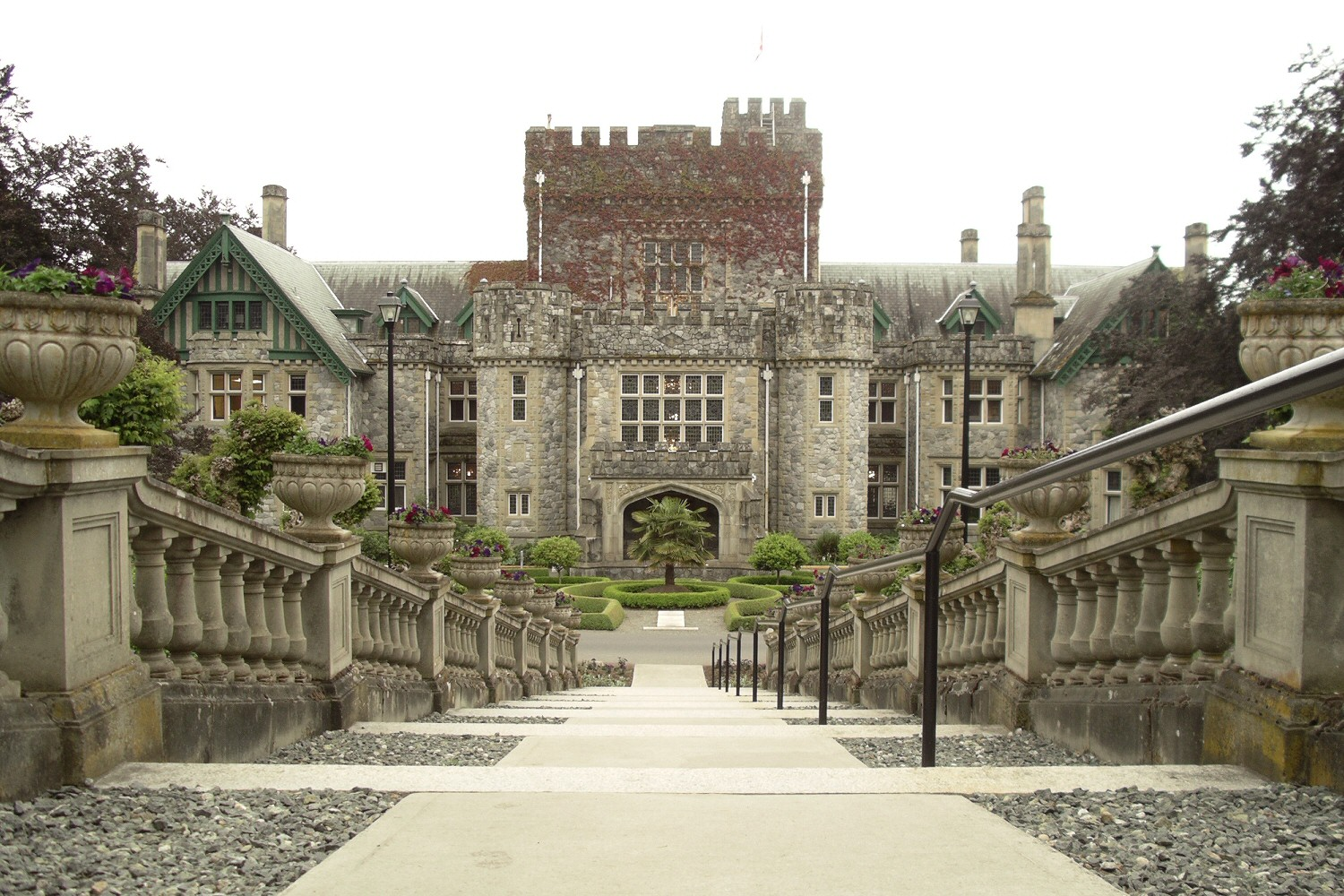
Chateau Hatley.